# Johann Christoph Andreas Mayer
Johann Christoph Andreas Mayer (Greifswald, 8 dicembre 1747 – Berlino, 5 novembre 1801) è stato un anatomista tedesco, noto per aver scoperto che le impronte digitali sono uniche in ciascun individuo.

## Opere
- Beschreibung des ganzen menschlichen Körpers mit den wichtigsten neueren anatomischen Entdeckungen bereichert, 8 Bände,
- Anatomische Beschreibung der Blutgefäße des menschlichen Körpers, 1777; 2. vermehrte u. verbesserte Auflage, Berlin: G. J. Decker, 1788, 12, 436 S.,
- Anatomisch-physiologische Abhandlung von Gehirn, Rückenmark und Ursprung der Nerven